# Ветьва
Ветьва — ботанічний заказник місцевого значення. Об'єкт розташований на території Олевського району Житомирської області, ДП «Олевське ЛГ», Журжевицьке лісництво, кв. 12, вид. 1, 9, 10, 11, 16, 17; кв. 15, вид. 1, 2, 7, 8, 9, 14, 17, 23, 25; кв. 16, вид. 12—14, 16—26; кв. 17, вид. 8—11, 13—19; кв. 21, вид. 1—4, 6, 7, 8, 10, 16, 20; кв. 22; 28.
Площа — 352 га, статус отриманий у 2001 році.